# Шина (медицина)

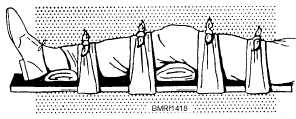
Шина на ноге

Шина — фиксатор для различных частей тела, предназначенный для профилактики и лечения травм и заболеваний костной системы. Могут быть как импровизированными, так и стандартизированными. Импровизированные шины изготавливаются из подручных материалов и применяются для оказания первой помощи и фиксации поражённых костей до момента поступления больного в стационар.
Применение шин и повязок изучает медицинская дисциплина десмургия.

## Виды

### Шина-протез
Шина-протез — протез, замещающий какой-либо дефект и одновременно снабженный шинирующими приспособлениями.

### Шины для транспортной иммобилизации конечностей
- Проволочная шина Крамера — представляет собой решётку из проволоки, как правило, покрытую тканью или бинтом, для удобства больного, за счет гибкости проволоки может принимать любую необходимую в текущей ситуации форму.
- Шина Дитерихса — предшественник шины Крамера, состоит из 2 деревянных элементов. Длинная часть шины представляет собой доску с просверленными через равные промежутки отверстиями, короткая часть представляет собой доску с втулкой, которая вставляется в отверстия в первом элементе шины, и позволяет обеспечить иммобилизацию конечности во второй плоскости.
- Пневматическая шина — представляет собой полую герметичную камеру, внутрь которой укладывается поражённая конечность, при этом между стенками подается воздух, создавая избыточное давление, что позволяет мягко и надёжно зафиксировать конечность.

### Шина-воротник

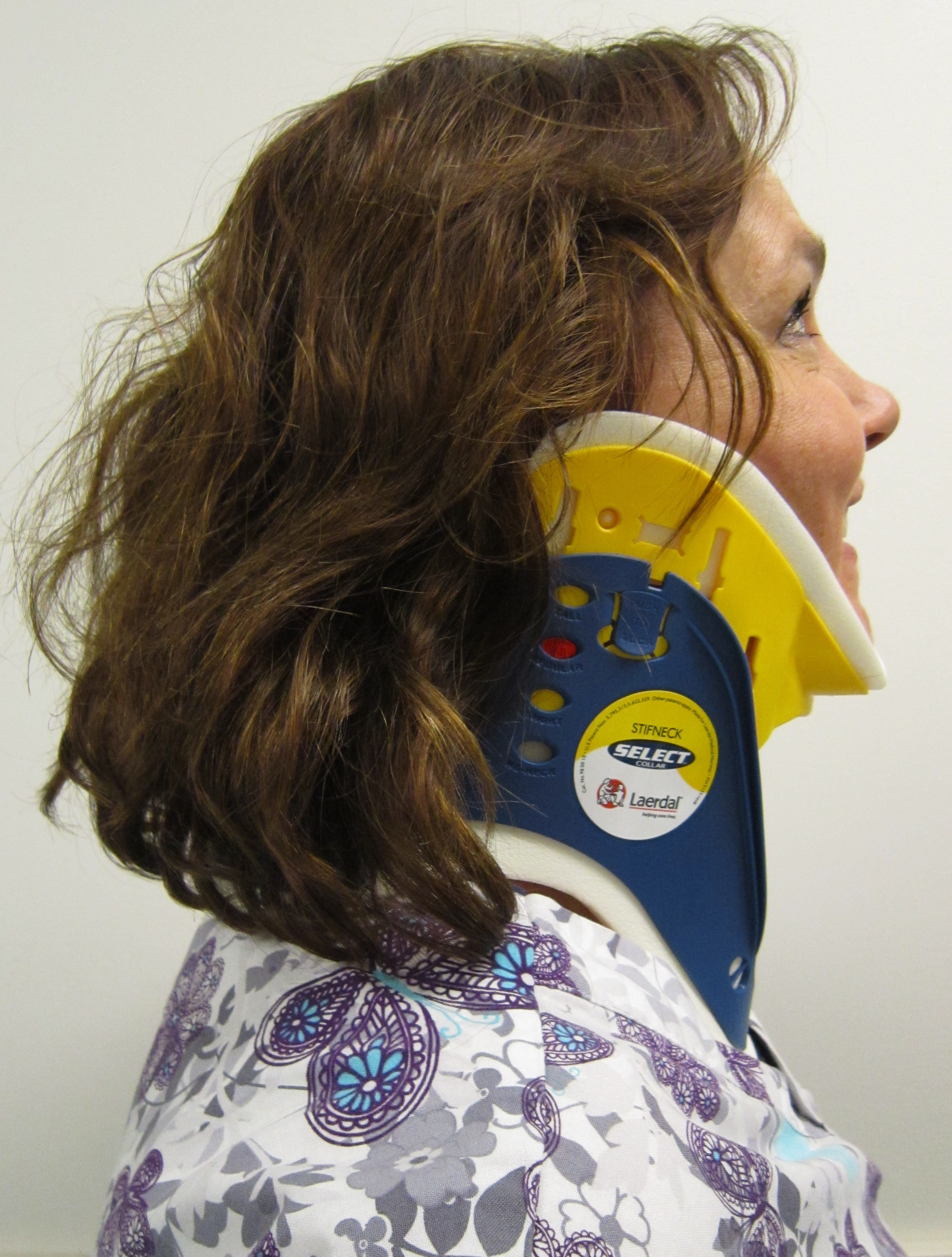
Шейный воротник

Ши́на-воротни́к Ша́нца — мягкий фиксатор шейного отдела позвоночного столба, предназначенный для профилактики и лечения травм и заболеваний шейного отдела позвоночника (остеохондроз, спондиллолистез, смещение и повышенная подвижность позвонков, сколиоз и пр.) у взрослых и детей.
Шина ограничивает сгибание, разгибание и вращение шеи. Тепло и режим покоя способствует уменьшению боли и быстрому выздоровлению.

### Стоматология

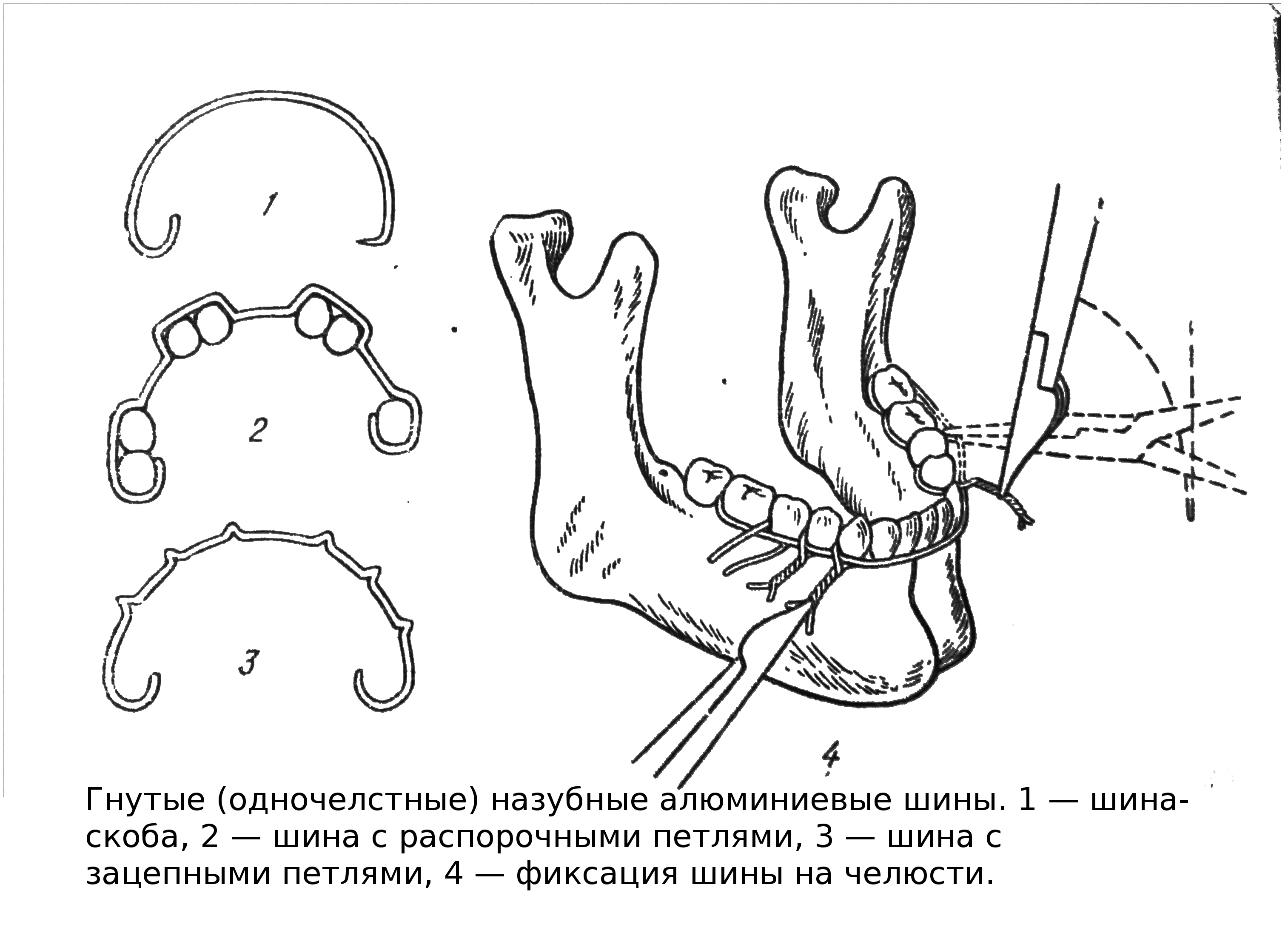
Шины проволочные по Тигерштедту

Шина Вайсенфлю — съемная шина на передние зубы и первые моляры. Состоит из нёбных накладок со штифтами, которые соединены с гильзами коронок зубов.:366
Шина Ванкевич — шина, которая применяется для фиксации нижней беззубой челюсти. Она состоит из опорной части, фиксируемой на верхней челюсти, и двух вертикальных отростков, прилегающих к беззубой нижней челюсти с язычной стороны. Эти отростки удерживают отломки нижней челюсти в нужном положении. Опорная часть при наличии зубов на верхней челюсти представляет собой зубо-дёсенную пластмассовую шину, а при беззубой челюсти — обычный съемный протез.
Шина Васильева — ленточная шина из нержавеющей стали толщиной 0,25-0,28 мм с зацепными петлями. Применяется для межчелюстного вытяжения и фиксации челюстей при их переломах. Входит в состав различных наборов для оказания первой помощи. Выгибается по зубному ряду вручную и укрепляется на зубах бронзово-алюминиевой проволокой. Межчелюстная фиксация осуществляется с помощью резиновой тяги.:367
Шина Вебера — зубо-дёсневая пластмассовая шина для фиксации челюстей. Применяется для лечения переломов без смещения или на заключительном этапе, когда подвижность фрагментов уменьшается, а межчелюстная фиксация опасна возникновением мышечной или суставной контрактуры. Эта шина может также применяться при переломах нижней челюсти за пределами зубного ряда в области угла челюсти со смещением отломков в язычную сторону. В этом случае шина снабжается дополнительной наклонной плоскостью на стороне, противоположной смещению. Но при смещении более 10-15° применение этой шины противопоказано.
Шина несъёмная из полукоронок — система полукоронок, покрывающих передние зубы, спаянная в единый блок. Применяют при шинировании передних зубов. Обладает хорошими фиксирующими свойствами, но её установка требует дополнительной подготовки зубов. Пазы всех зубов, включённых в шину, должны быть параллельными.
Шины проволочные по Тигерштедту — различные виды шин из алюминиевой проволоки диаметром 1,8 — 2 мм. Предложены С. С. Тигерштедтом в 1916 г. для фиксации челюстей при переломах. Наибольшее распространение получила одночелюстная гладкая шина-скоба и шина с зацепными петлями для вытяжения и межчелюстной фиксации. Шины укрепляют на зубах бронзово-алюминиевой лигатурой толщиной 0,2 мм.
Шина съёмная по Порту — применяется при иммобилизации беззубых челюстей при их переломах. Представляет собой два пластмассовых базиса (верхней и нижней челюсти) с пластмассовыми окклюзионными валиками, соединёнными монолитно по их окклюзионной поверхности. Для питания пациента в передней части валиков вырезают отверстие. Шину применяют вместе с головной повязкой.
Шина съёмная по Гуннингу — применяется для фиксации беззубых челюстей при их переломах. Она состоит из двух пластмассовых базисов. На верхнем базисе шина имеет три вертикальных стержня, которые входят в глухие отверстия на нижнем базисе. Шину применяют вместе с головной повязкой.
Шина Мамлока — система корневых штифтов с накладками на язычную или нёбную поверхность зубов и спаянных вместе или отлитых одним блоком. Применяют для шинирования передних зубов. Применение шины требует депульпации.:368
Шина Шпренга — съёмная шина из спаянных вместе накладок на язычную (нёбную) поверхность и режущий край передних зубов. Применяют для фиксации передних зубов при заболеваниях парадонта.
Шина Эльбрехта — съёмная шина, представляющая собой замкнутую систему непрерывных кламмеров, охватывающих зубной ряд с вестибулярной и оральной стороны. Применялась в конце 20-го века, позднее вместо шин Эльбрехта стали применять комбинированные шины с опорно-удерживающими кламмерами системы Нея.
Временное шинирование моляров — шинирование моляров отличается от шинирования других зубов. Оставляется вертикальная микроподвижность. Клеится медиодистально щёчно и язычно. Делается временно для стабилизации, по окончании лечения (хирургического кюретажа) снимается.

## Галерея

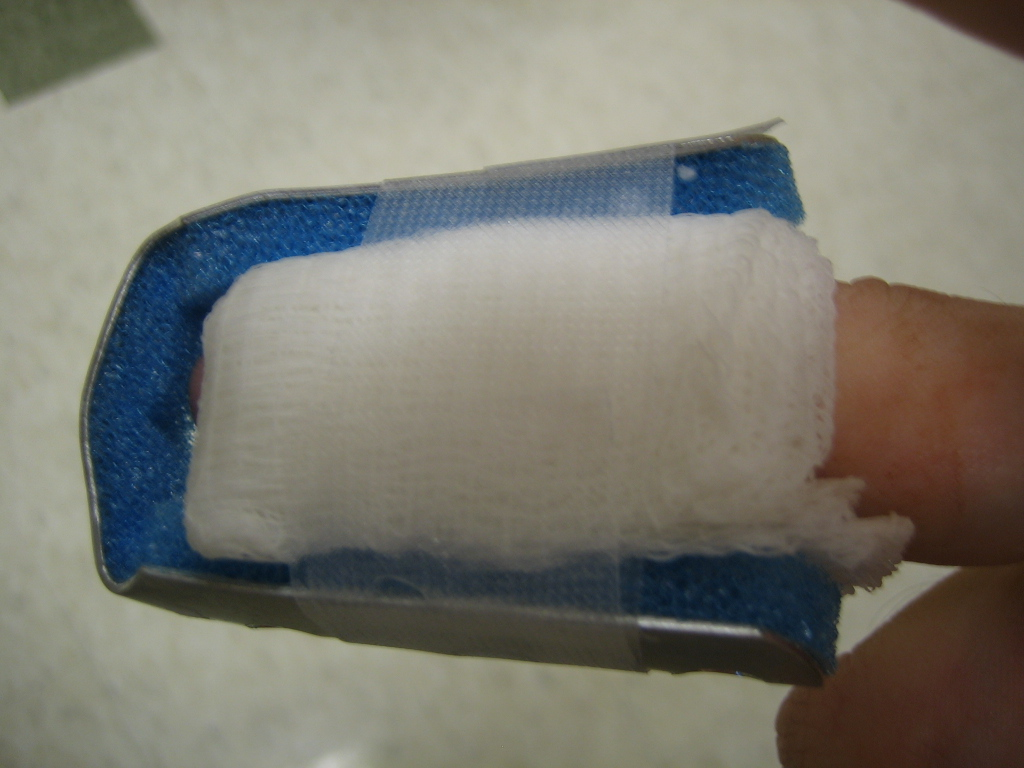
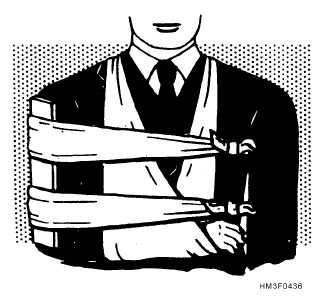
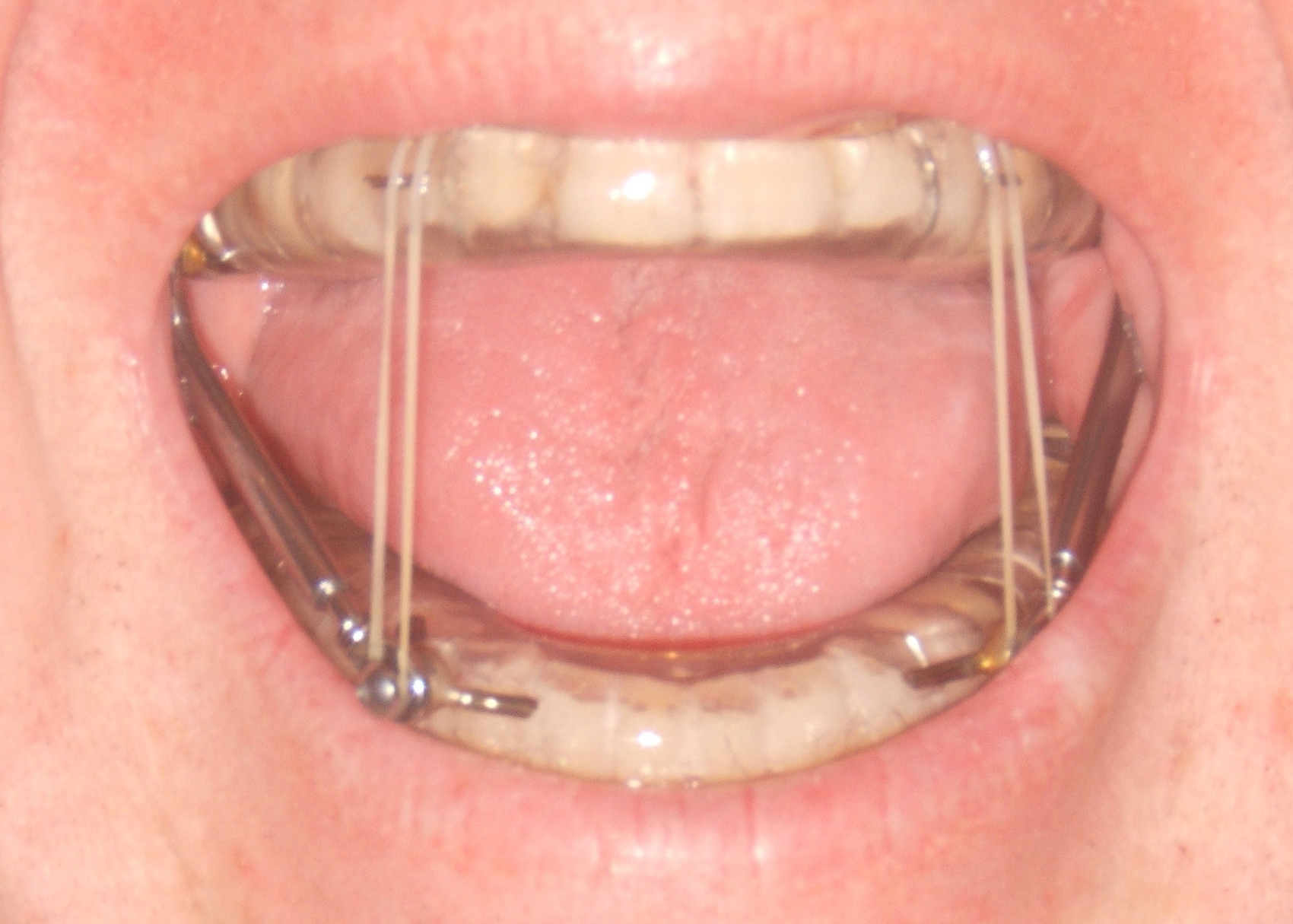
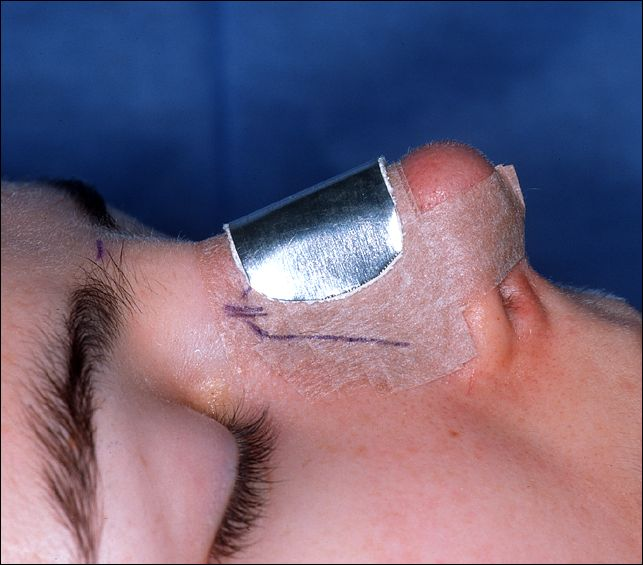
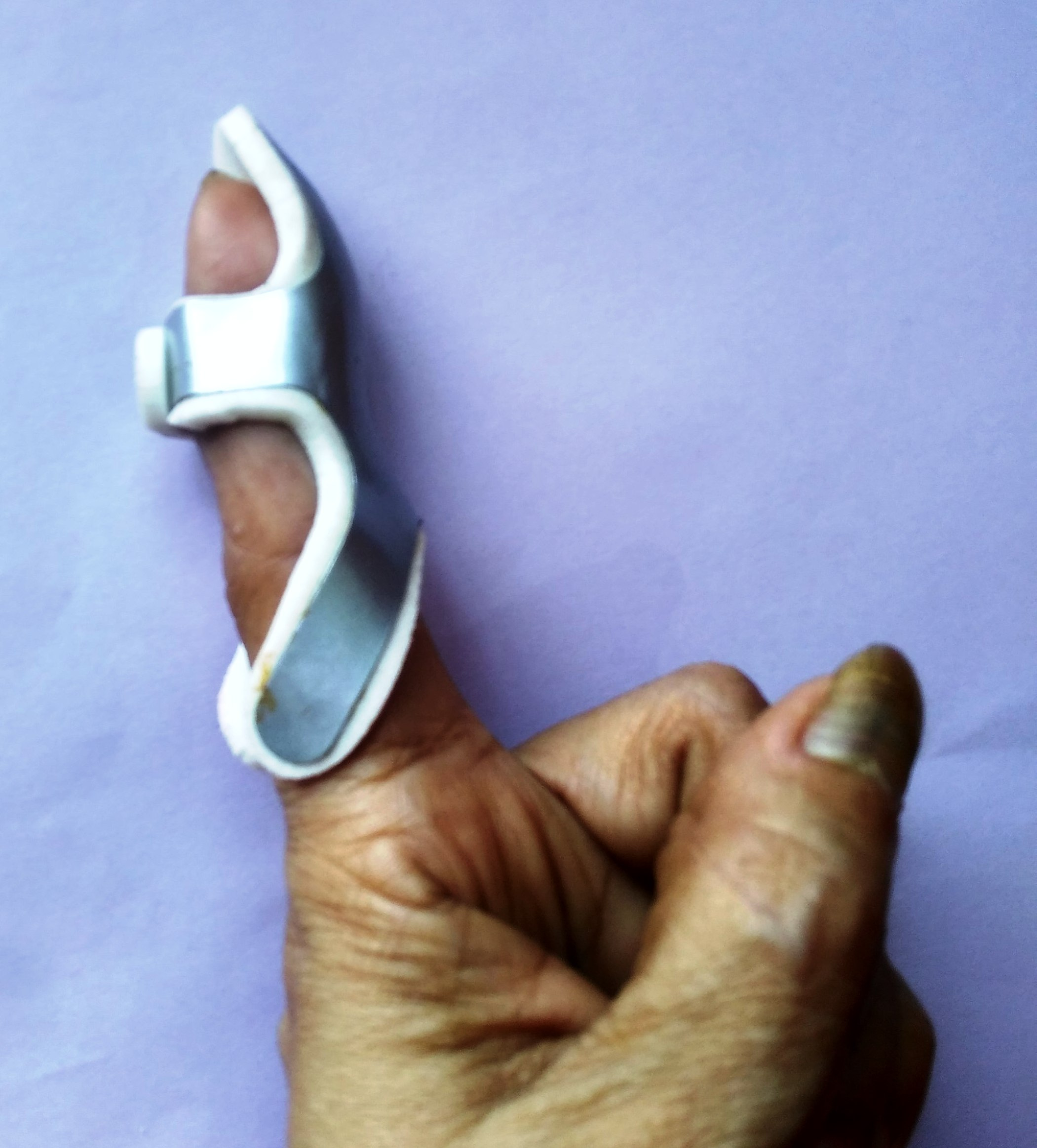